# Zoran Milanović

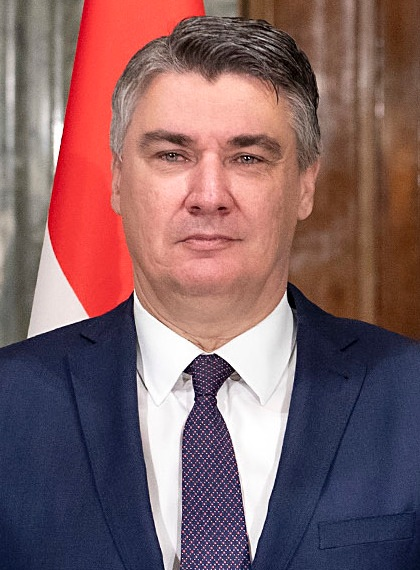
Zoran Milanović (2021)

Zoran Milanović (* 30. Oktober 1966 in Zagreb, SR Kroatien, Jugoslawien) ist ein kroatischer Politiker. Seit Februar 2020 ist er der fünfte Präsident der Republik Kroatien. Zuvor war er bereits von Dezember 2011 bis Januar 2016 Premierminister von Kroatien.

## Leben
Nach seinem Jura-Studium an der Universität Zagreb wurde Milanović Mitarbeiter des kroatischen Außenministeriums. 1998 absolvierte er ein Postdiplomstudium des Europarechts in Brüssel.
Von 2007 bis 2016 war er Vorsitzender der Socijaldemokratska Partija Hrvatske (SDP). Bei der Parlamentswahl in Kroatien 2007 wurde er zum Abgeordneten gewählt. Er war Fraktionsvorsitzender der SDP im Kroatischen Parlament. Bei der Parlamentswahl in Kroatien 2011 war er Spitzenkandidat seiner Partei, die im Rahmen des Wahlbündnisses Kukuriku antrat. Nachdem es eine Mehrheit der Sitze erreicht hatte, wurde Milanović am 23. Dezember 2011 vom Parlament als Nachfolger von Jadranka Kosor zum Premierminister Kroatiens gewählt. Bei der Parlamentswahl 2015 verlor seine Partei die Mehrheit und wurde nur noch zweitstärkste Kraft. Milanović wurde am 22. Januar 2016 von Tihomir Orešković im Amt des Premierministers abgelöst.
Milanović gewann am 22. Dezember 2019 die erste Runde der Präsidentschaftswahlen 2019/20 gegen Amtsinhaberin Kolinda Grabar-Kitarović. Am 5. Januar 2020 folgte die Stichwahl, die er ebenfalls gewann und somit zum kroatischen Präsidenten gewählt wurde. Das Amt trat er am 18. Februar 2020 an.
Milanović plante ursprünglich eine Kandidatur für das Amt des Premierministers bei der Parlamentswahl 2024, die ihm jedoch als amtierendem Präsidenten vom Verfassungsgericht der Republik Kroatien untersagt wurde. Milanović kandidierte bei der Präsidentschaftswahl in Kroatien 2024/25 für eine zweite Amtszeit. Im ersten Wahlgang am 29. Dezember 2024 verfehlte er mit 49,1 Prozent der Stimmen knapp die absolute Mehrheit. Die Stichwahl am 12. Januar 2025 gegen Dragan Primorac konnte er mit mehr als 74,7 Prozent der Stimmen für sich entscheiden; dabei handelte es sich um den deutlichsten Sieg in der Geschichte der kroatischen Präsidentschaftswahlen.

## Positionen
Milanović war von 1999 bis 2020 Mitglied der kroatischen sozialdemokratischen Partei (SDP), ist Atheist, und vertritt gesellschaftspolitisch linke Positionen, insbesondere im Bezug auf Abtreibung, LGBT-Rechte und der Trennung von Staat und Kirche.
Während seiner Amtszeit als Premierminister Kroatiens, von 2012 bis 2016, verfolgte er eine zunehmend anti-nationalistische Politik. Zum einen wurde Kroatien in die Europäische Union integriert, der von der Ustascha verwendete Schlachtruf „Za Dom Spremni“ verboten und kyrillische Schriftzeichen in der Stadt Vukovar eingeführt, vor allem Letzteres führte zu sehr großen Kontroversen innerhalb der kroatischen Bevölkerung.
Seit seiner 2020 begonnenen Präsidentschaft, ist er jedoch für seine nationalistisch geprägte Außenpolitik bekannt und erlangte immer mehr Popularität unter rechten Wählern. Beispielsweise setzte er sich für mehr Autonomie Kroatiens von der EU ein und gegen Waffenlieferungen an die Ukraine oder kritisiert die Vereinigten Staaten vehement für ihre „zu schwache“ Unterstützung der Autonomiebestrebungen der bosnischen Kroaten.
Zoran Milanović hat in seinen Medienauftritten oft politische Korruption der Regierungspartei HDZ und von Premierminister Andrej Plenković behauptet. Zuletzt kritisierte Milanović ein umstrittenes Mediengesetz der Regierung (auch „Lex AP“ genannt), das die Medienfreiheit einschränken würde.
Zoran Milanović fiel nach dem Beginn des Russischen Überfalls auf die Ukraine 2022 (24. Februar 2022) mit pro-russischen und anti-amerikanischen Aussagen auf und stand damit im direkten Widerspruch zu Positionen der kroatischen Regierung von Andrej Plenković. Milanović untergrub auch mehrfach öffentlich die Souveränität des Nachbarlandes Bosnien-Herzegowina und gilt als Bewunderer von Milorad Dodik.
Regierungschef Andrej Plenković (erstmals gewählt 2016) und Zoran Milanović hatten 2021 und 2022 zahlreiche politische Konflikte. Plenković sagte, es sei „unmoralisch und falsch“, Hilfen für die Ukraine abzulehnen.

## Belege
1. ↑  Serbokroatische bzw. kroatische Entsprechung der Tierlautbezeichnung „Kikeriki“
2. ↑  Zoran Milanovic neuer Premier. In: derStandard.at. 23. Dezember 2011, abgerufen am 31. Januar 2016.
3. ↑  Zoran Milanović gewinnt Präsidentschaftswahl. In: Zeit Online. 22. Dezember 2019, abgerufen am 22. Dezember 2019.
4. ↑  Milanovic gewinnt Präsidentenwahl. In: tagesschau.de.
5. ↑  Kroatiens neuer Präsident Milanović tritt Amt an. In: Der Standard. 18. Februar 2020.
6. ↑  Zweite Amtszeit für Kroatiens streitbaren Präsidenten? In: tagesschau.de. 29. Dezember 2024, abgerufen am 29. Dezember 2024.
7. ↑  Thomas Roser: Wahl in Kroatien: Milanovic sieht seine Wiederwahl als sicher. In: fr.de. 29. Dezember 2024, abgerufen am 29. Dezember 2024.
8. ↑  Kroatien: Milanovic muss bei Präsidentenwahl in zweite Runde. In: zdf.de. 29. Dezember 2024, abgerufen am 29. Dezember 2024.
9. ↑  Deutlicher Sieg für Präsident Zoran Milanović. In: Kleine Zeitung.
10. ↑  BIRN: Croatian Bishop Says Godless PM Boosting Atheism. In: Balkan Insight. 17. August 2012, abgerufen am 13. Februar 2025 (amerikanisches Englisch).
11. ↑  Milanović o Crkvi: Svi moraju poštovati hrvatske zakone! Abgerufen am 13. Februar 2025.
12. ↑  Al Jazeera: U Vukovaru okončani protesti protiv ćirilice. Abgerufen am 13. Februar 2025 (bosnisch).
13. ↑  Gemischte Reaktionen in Kroatien auf Milanovićs Sieg. 13. Januar 2025, abgerufen am 13. Februar 2025.
14. ↑  Milanović opet u “elementu”, Američkoj ambasadi u BiH ponudio srednji prst “Nećete nam američki utjerivati”. 3. April 2024, abgerufen am 13. Februar 2025 (serbisch).
15. ↑  Kroatischer Präsident stellt sich gegen Gesetz das Medienfreiheit einschränken könnte. In: Euractiv. 13. Oktober 2023.
16. ↑  Adelheid Wölfl: Kroatischer Staatschef will Nato-Beitritt von Schweden blockieren. In: Der Standard. 16. Mai 2022.
17. ↑  Michael Martens (FAZ): Für oder gegen die Ukraine? In: faz.net. 8. Dezember 2022.

| Personendaten    | Personendaten                                       |
| ---------------- | --------------------------------------------------- |
| NAME             | Milanović, Zoran                                    |
| KURZBESCHREIBUNG | kroatischer Politiker; 5. Staatspräsident Kroatiens |
| GEBURTSDATUM     | 30. Oktober 1966                                    |
| GEBURTSORT       | Zagreb, SR Kroatien, Jugoslawien                    |